# Сан-Даниеле-По
Сан-Даниеле-По (итал. San Daniele Po) — коммуна в Италии, располагается в регионе Ломбардия, в провинции Кремона.
Население составляет 1478 человек (2008 г.), плотность населения составляет 67 чел./км². Занимает площадь 23 км². Почтовый индекс — 26046. Телефонный код — 0372.

## Демография
Динамика населения:

## Администрация коммуны
- Официальный сайт: